# Campionato europeo maschile di pallavolo 1977
Il X campionato europeo maschile di pallavolo si svolse a Helsinki, Oulu, Tampere e Turku, in Finlandia, dal 25 settembre al 2 ottobre 1977. Al torneo parteciparono 12 squadre nazionali europee e la vittoria finale andò per la sesta volta all'Unione Sovietica.

## Squadre partecipanti
| - Bulgaria - Cecoslovacchia - Finlandia - Francia - Germania Est - Italia | - Jugoslavia - Paesi Bassi - Polonia - Romania - Ungheria - Unione Sovietica |

## Gironi
| Gruppo A                                             | Gruppo B                                                                  |
| ---------------------------------------------------- | ------------------------------------------------------------------------- |
| Finlandia Francia Italia Jugoslavia Romania Ungheria | Bulgaria Cecoslovacchia Germania Est Paesi Bassi Polonia Unione Sovietica |

## Fase finale

### Finali 9º e 11º posto - Turku
|  | Semifinali 9º/12º posto | Semifinali 9º/12º posto | Semifinali 9º/12º posto |         |              | Finale 9º/10º posto  | Finale 9º/10º posto  | Finale 9º/10º posto  |  |
|  |                         |                         |                         |         |              |                      |                      |                      |  |
|  | Francia                 | Francia                 | 3                       |         |              |                      |                      |                      |  |
|  | Francia                 | Francia                 | 3                       |         |              |                      |                      |                      |  |
|  | Paesi Bassi             | Paesi Bassi             | 0                       |         |              |                      |                      |                      |  |
|  | Paesi Bassi             | Paesi Bassi             | 0                       |         | Germania Est | Germania Est         | 3                    |                      |  |
|  |                         |                         |                         |         | Germania Est | Germania Est         | 3                    |                      |  |
|  |                         |                         | Francia                 | Francia | 1            |                      |                      |                      |  |
|  | Germania Est            | Germania Est            | Francia                 | Francia | 1            | 3                    |                      |                      |  |
|  | Germania Est            | Germania Est            |                         |         |              | 3                    |                      |                      |  |
|  | Finlandia               | Finlandia               | 0                       |         |              | Finale 11º/12º posto | Finale 11º/12º posto | Finale 11º/12º posto |  |
|  | Finlandia               | Finlandia               | 0                       |         |              |                      |                      |                      |  |
|  |                         |                         |                         |         |              |                      |                      |                      |  |
|  |                         |                         |                         |         |              | Finlandia            | Finlandia            | 3                    |  |
|  |                         |                         |                         |         |              | Finlandia            | Finlandia            | 3                    |  |
|  |                         |                         |                         |         |              | Paesi Bassi          | Paesi Bassi          | 1                    |  |

#### Risultati
Finlandia  	3:1 (15:1, 15:4, 8:15, 16:14) 	 Holandia

### Finali 5º e 7º posto - Oulu
|  | Semifinali 5º/8º posto | Semifinali 5º/8º posto | Semifinali 5º/8º posto |                |          | Finale 5º/6º posto | Finale 5º/6º posto | Finale 5º/6º posto |  |
|  |                        |                        |                        |                |          |                    |                    |                    |  |
|  | Bulgaria               | Bulgaria               | 3                      |                |          |                    |                    |                    |  |
|  | Bulgaria               | Bulgaria               | 3                      |                |          |                    |                    |                    |  |
|  | Italia                 | Italia                 | 0                      |                |          |                    |                    |                    |  |
|  | Italia                 | Italia                 | 0                      |                | Bulgaria | Bulgaria           | 3                  |                    |  |
|  |                        |                        |                        |                | Bulgaria | Bulgaria           | 3                  |                    |  |
|  |                        |                        | Cecoslovacchia         | Cecoslovacchia | 0        |                    |                    |                    |  |
|  | Cecoslovacchia         | Cecoslovacchia         | Cecoslovacchia         | Cecoslovacchia | 0        | 3                  |                    |                    |  |
|  | Cecoslovacchia         | Cecoslovacchia         |                        |                |          | 3                  |                    |                    |  |
|  | Jugoslavia             | Jugoslavia             | 0                      |                |          | Finale 7º/8º posto | Finale 7º/8º posto | Finale 7º/8º posto |  |
|  | Jugoslavia             | Jugoslavia             | 0                      |                |          |                    |                    |                    |  |
|  |                        |                        |                        |                |          |                    |                    |                    |  |
|  |                        |                        |                        |                |          | Jugoslavia         | Jugoslavia         | 3                  |  |
|  |                        |                        |                        |                |          | Jugoslavia         | Jugoslavia         | 3                  |  |
|  |                        |                        |                        |                |          | Italia             | Italia             | 0                  |  |

### Finali 1º e 3º posto - Helsinki
|  | Semifinali       | Semifinali       | Semifinali |         |                  | Finale           | Finale          | Finale          |  |
|  |                  |                  |            |         |                  |                  |                 |                 |  |
|  | Polonia          | Polonia          | 3          |         |                  |                  |                 |                 |  |
|  | Polonia          | Polonia          | 3          |         |                  |                  |                 |                 |  |
|  | Romania          | Romania          | 1          |         |                  |                  |                 |                 |  |
|  | Romania          | Romania          | 1          |         | Unione Sovietica | Unione Sovietica | 3               |                 |  |
|  |                  |                  |            |         | Unione Sovietica | Unione Sovietica | 3               |                 |  |
|  |                  |                  | Polonia    | Polonia | 1                |                  |                 |                 |  |
|  | Unione Sovietica | Unione Sovietica | Polonia    | Polonia | 1                | 3                |                 |                 |  |
|  | Unione Sovietica | Unione Sovietica |            |         |                  | 3                |                 |                 |  |
|  | Ungheria         | Ungheria         | 0          |         |                  | Finale 3º posto  | Finale 3º posto | Finale 3º posto |  |
|  | Ungheria         | Ungheria         | 0          |         |                  |                  |                 |                 |  |
|  |                  |                  |            |         |                  |                  |                 |                 |  |
|  |                  |                  |            |         |                  | Romania          | Romania         | 3               |  |
|  |                  |                  |            |         |                  | Romania          | Romania         | 3               |  |
|  |                  |                  |            |         |                  | Ungheria         | Ungheria        | 0               |  |

## Classifica finale
| Classifica | Squadre          | Qualificazione          |
| ---------- | ---------------- | ----------------------- |
|            | Unione Sovietica | Campionato europeo 1979 |
|            | Polonia          | Campionato europeo 1979 |
|            | Romania          | Campionato europeo 1979 |
| 4          | Ungheria         | Campionato europeo 1979 |
| 5          | Bulgaria         | Campionato europeo 1979 |
| 6          | Cecoslovacchia   |                         |
| 7          | Jugoslavia       |                         |
| 8          | Italia           |                         |
| 9          | Germania Est     |                         |
| 10         | Francia          |                         |
| 11         | Finlandia        |                         |
| 12         | Paesi Bassi      |                         |